# Честита нова смърт
„Честита нова смърт“ (на английски: Happy Death Day 2U) е американска хорър комедия със сценарист и режисьор Кристофър Ландън от 2019 г. Продължение е на „Честита смърт“ от 2017 г.
Филмът е римейк на 12:01 PM, откъдето е взаимствана идеята за връщането във времето с ускорител на частици.
Сюжетът отново се върти около колежанката Трий Гелбман, която случайно е пренесена в друго измерение, където отново и отново трябва да преживее същия ден, опитвайки се да се върне у дома, а междувременно се появява и нов убиец.